# Higher Ground
Higher Ground er en sang sunget af den danske sanger Rasmussen. Sangen, der er skrevet og produceret af svenskerne Niclas Arn og Karl Eurén, vandt Dansk Melodi Grand Prix 2018 og blev dermed udvalgt til at repræsentere Danmark ved Eurovision Song Contest 2018 i Lissabon.
Ved semifinalen torsdag 10. maj 2018 i Altice Arena i Lissabon fik sangen 204 point og gik videre til finalen, hvor den lørdag 12. maj endte på en 9. plads med 226 point, heraf toppoint fra Holland, Sverige, Norge, Ungarn, San Marino og Australien.
Sangen fik ekstra omtale, da forfatteren J.K. Rowling roste den i et tweet.